# Firmiana simplex
Pour les articles homonymes, voir Sterculier.
Espèce
Classification phylogénétique
Le Parasol chinois ou Sterculier à feuilles de platane (Firmiana simplex (L.) W. Wight, 1909), 梧桐 wútóng en mandarin, est un arbre à feuilles caduques de la famille des Sterculiacées, originaire d'Asie du Sud-Est (Chine, Taïwan, Îles Ryūkyū).
Il est également connu sous les noms scientifiques suivants : Hibiscus collinus Roxb., Hibiscus simplex L., Firmiana platanifolia, Sterculia platanifolia L.f.).

## Description
L'arbre peut atteindre 12 mètres de hauteur. Il a un tronc gris et lisse.
Ses feuilles palmées sont alternes, caduques et atteignent 30 cm de largeur.
Les fleurs sont petites, blanches à jaune verdâtre et groupées en bouquets. Elles peuvent avoir un parfum citronné ou chocolaté selon le niveau d'humidité.

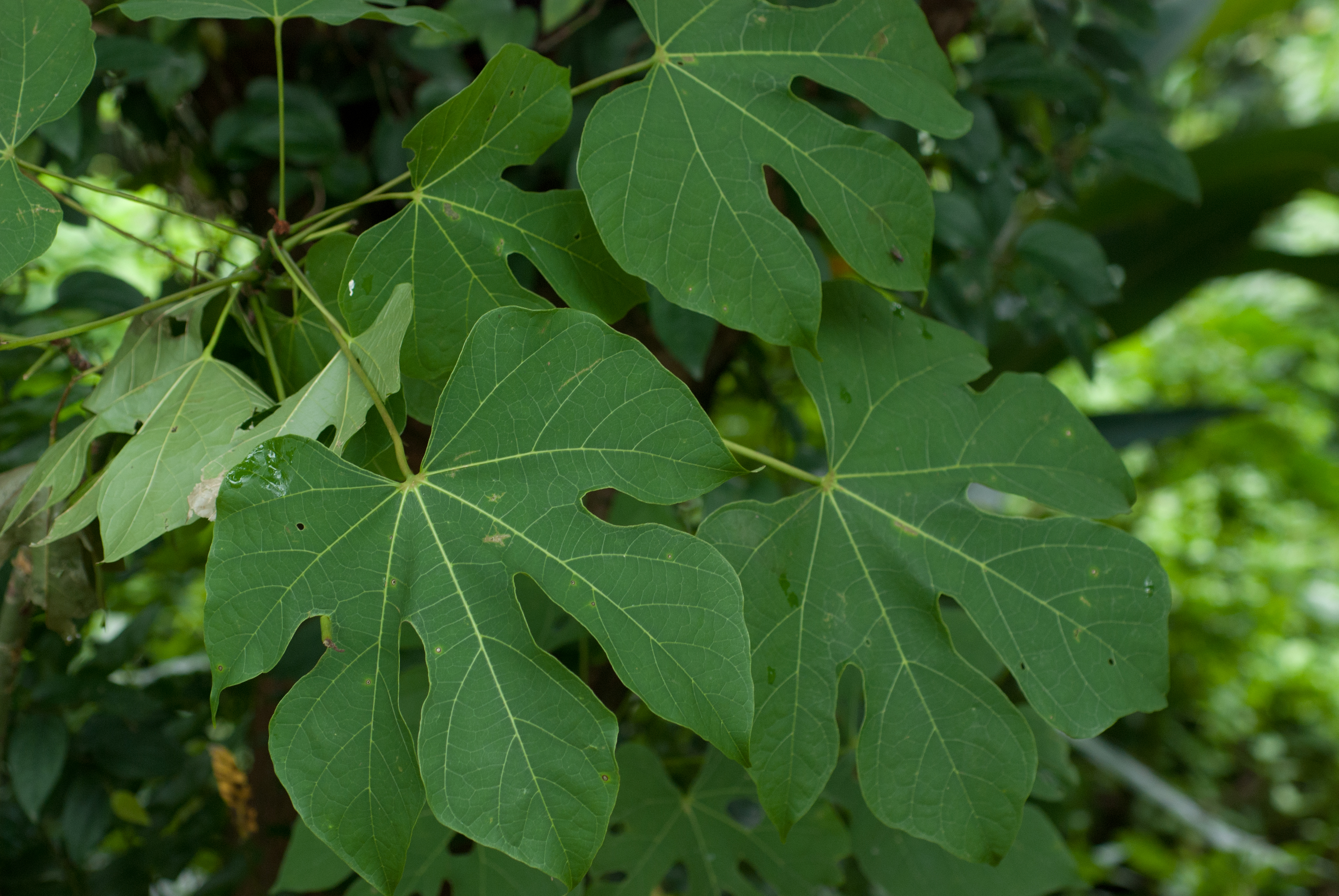
Feuilles
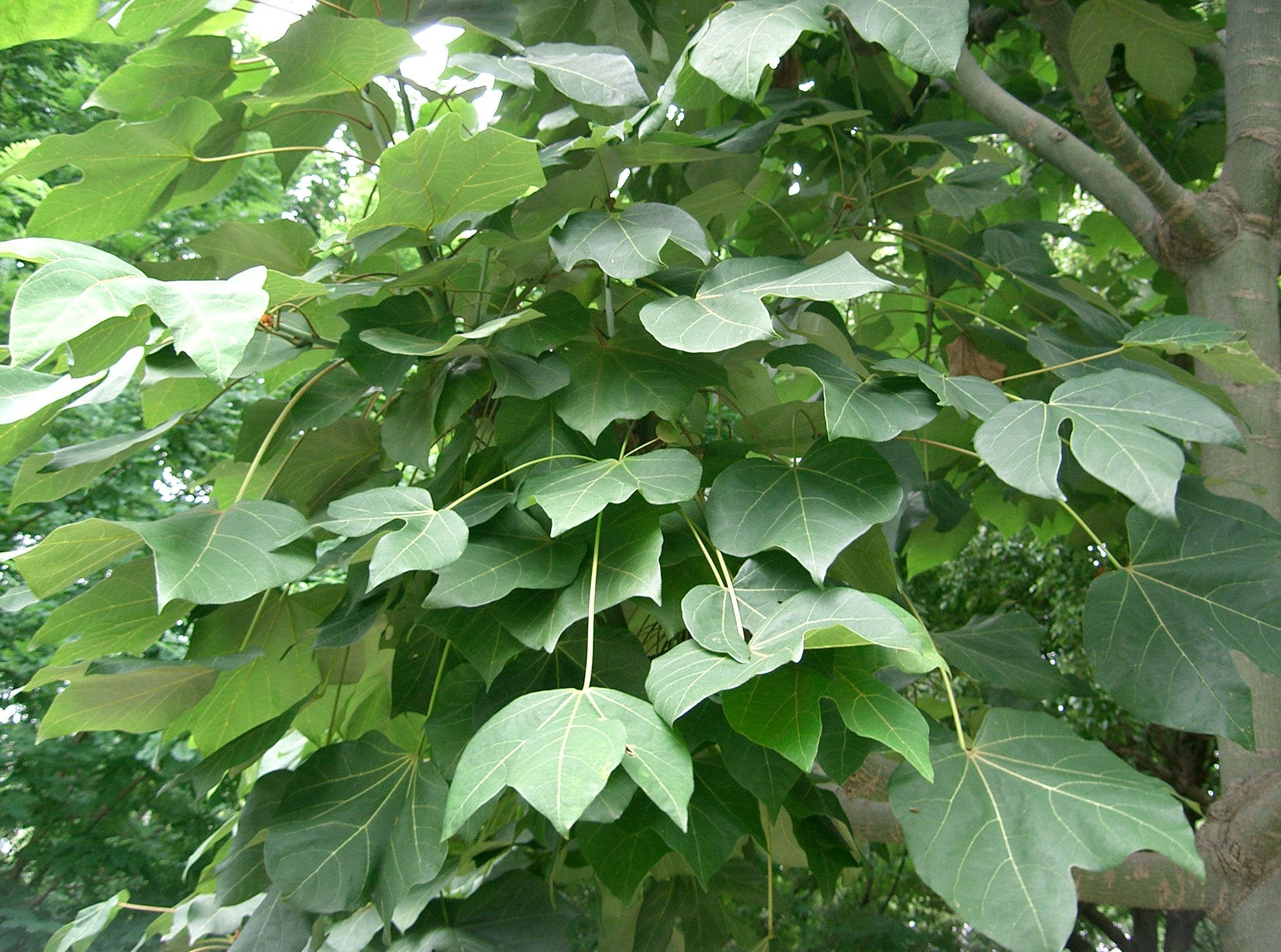
Autres formes de feuilles
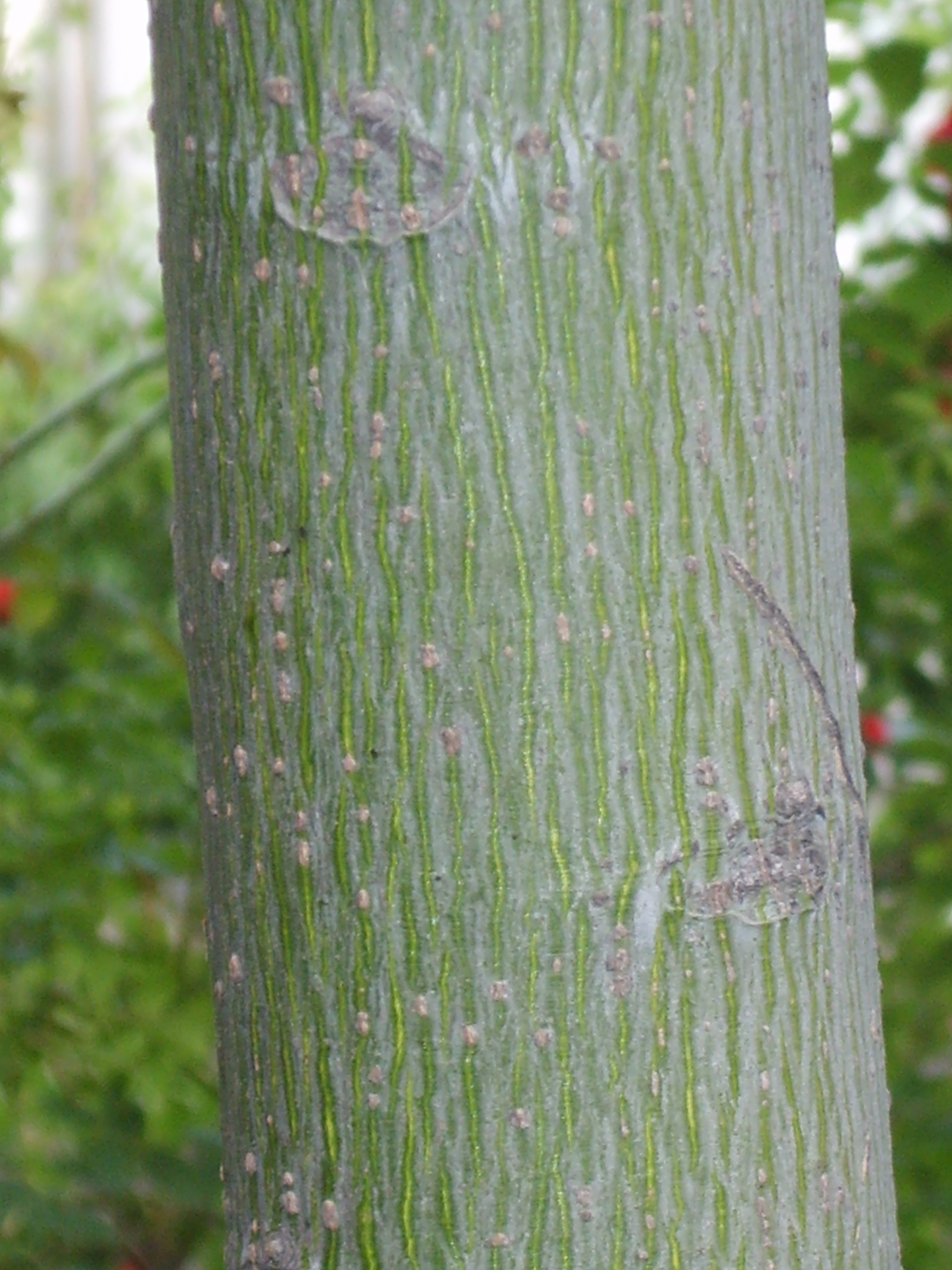
Tronc
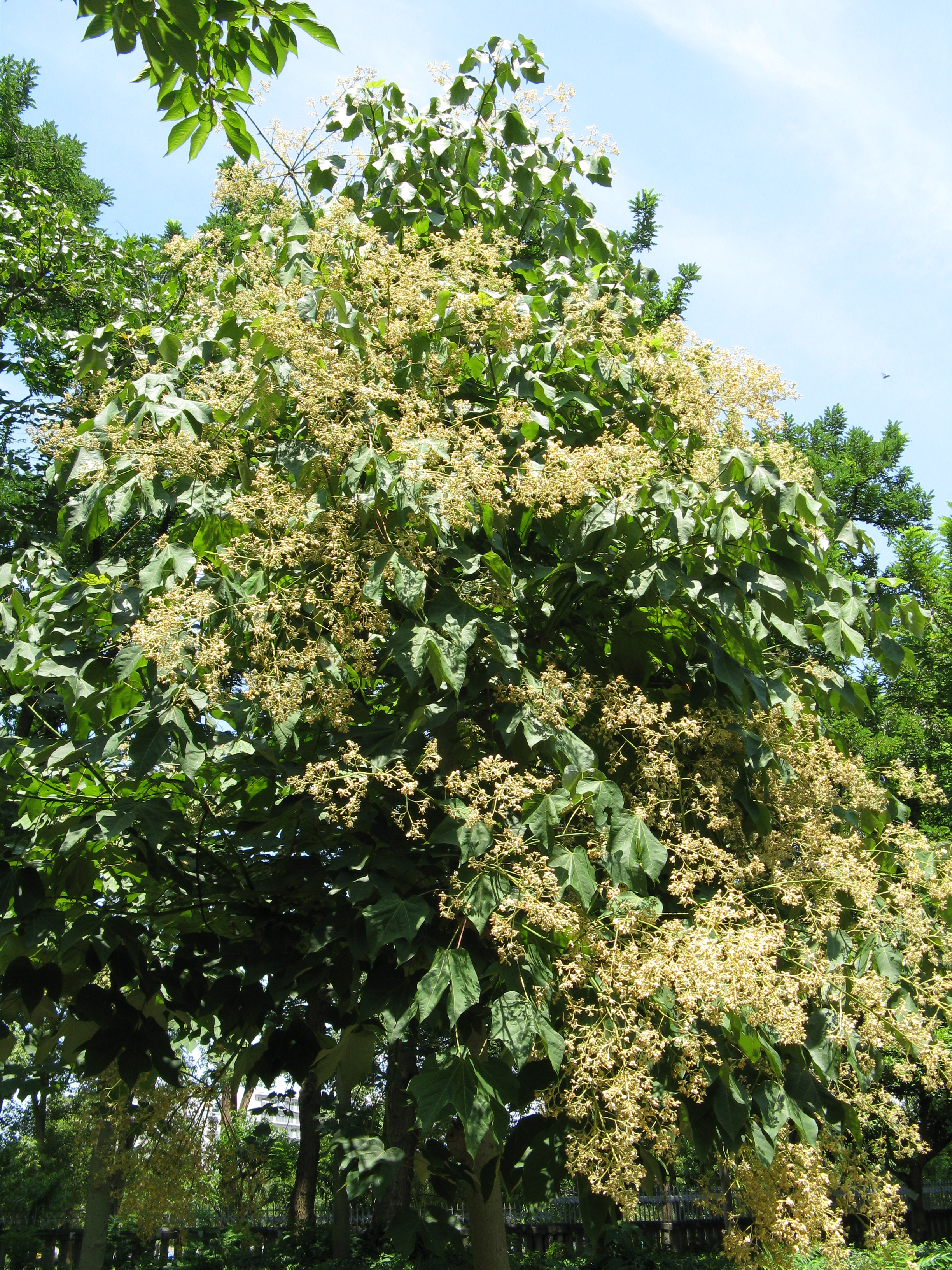
Floraison
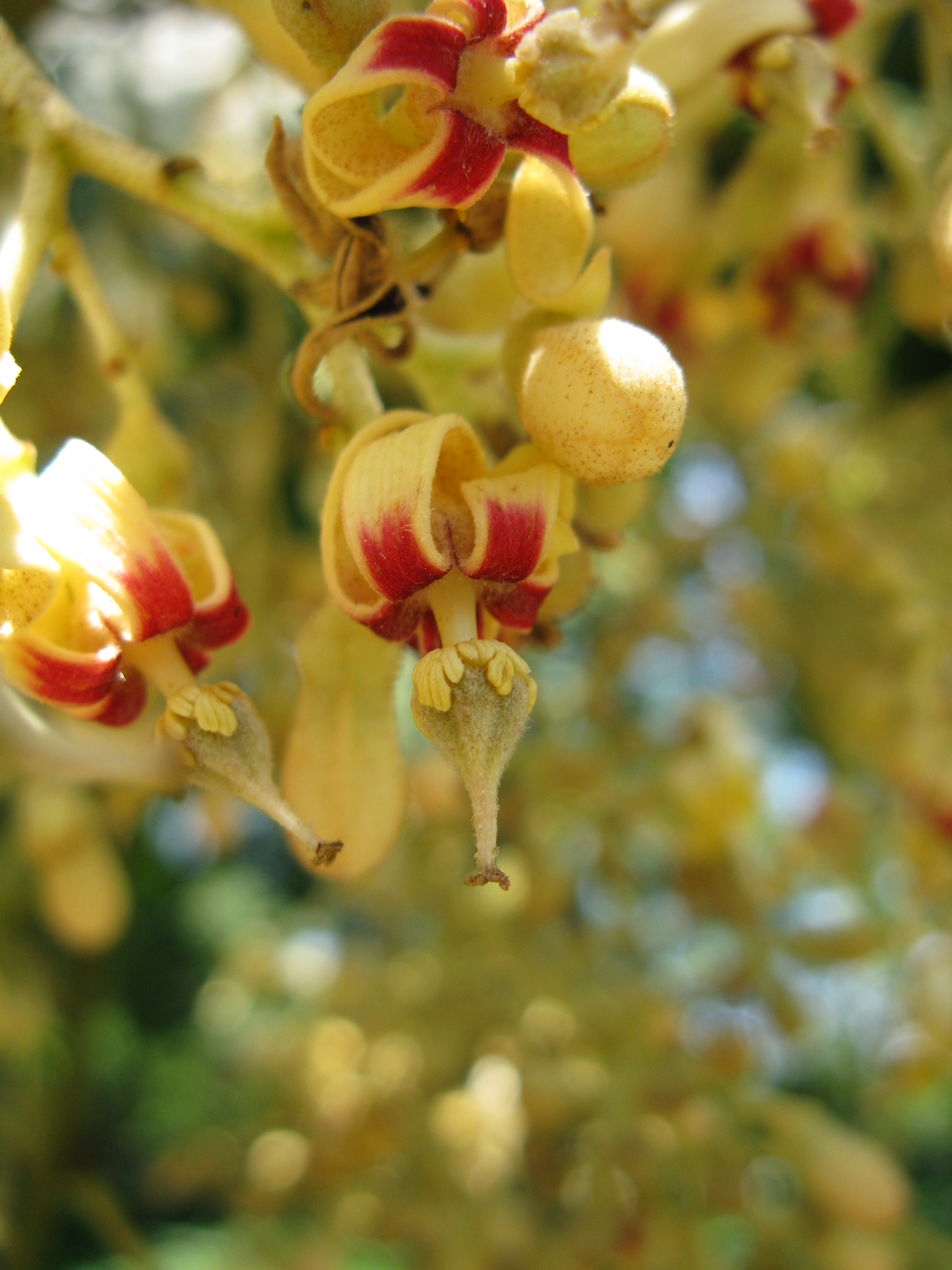
Détail d'une fleur
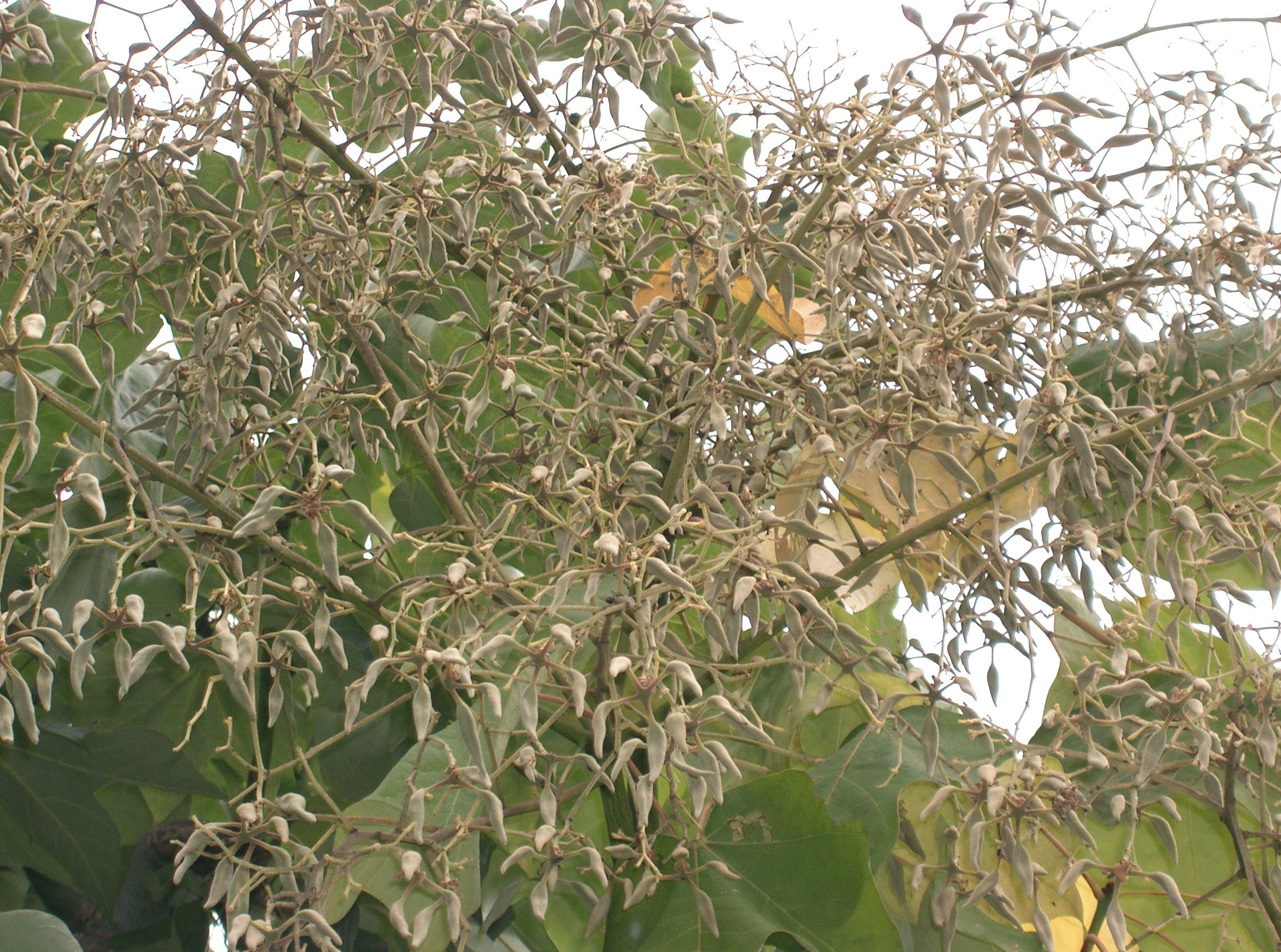
Capsules
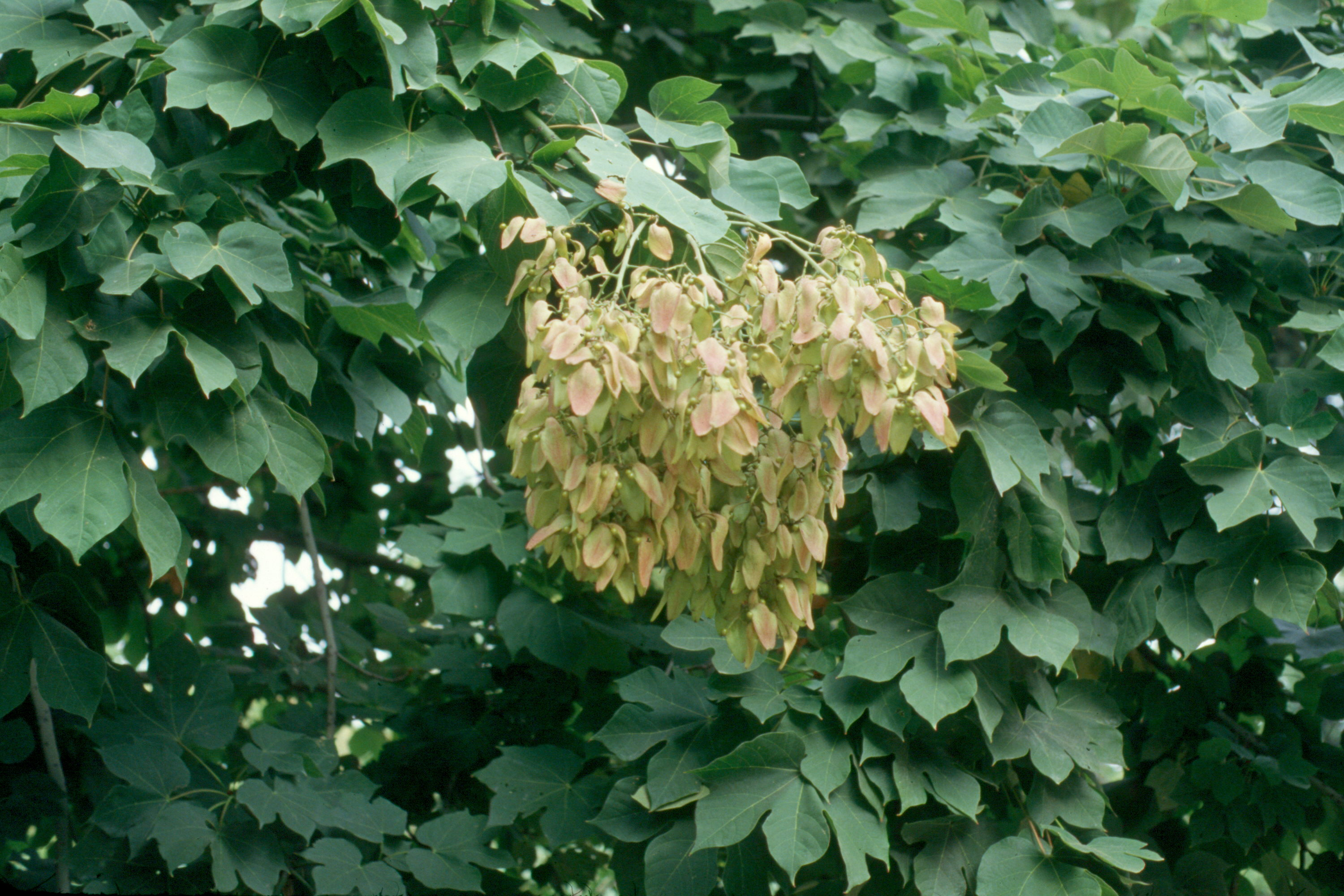
Fructification
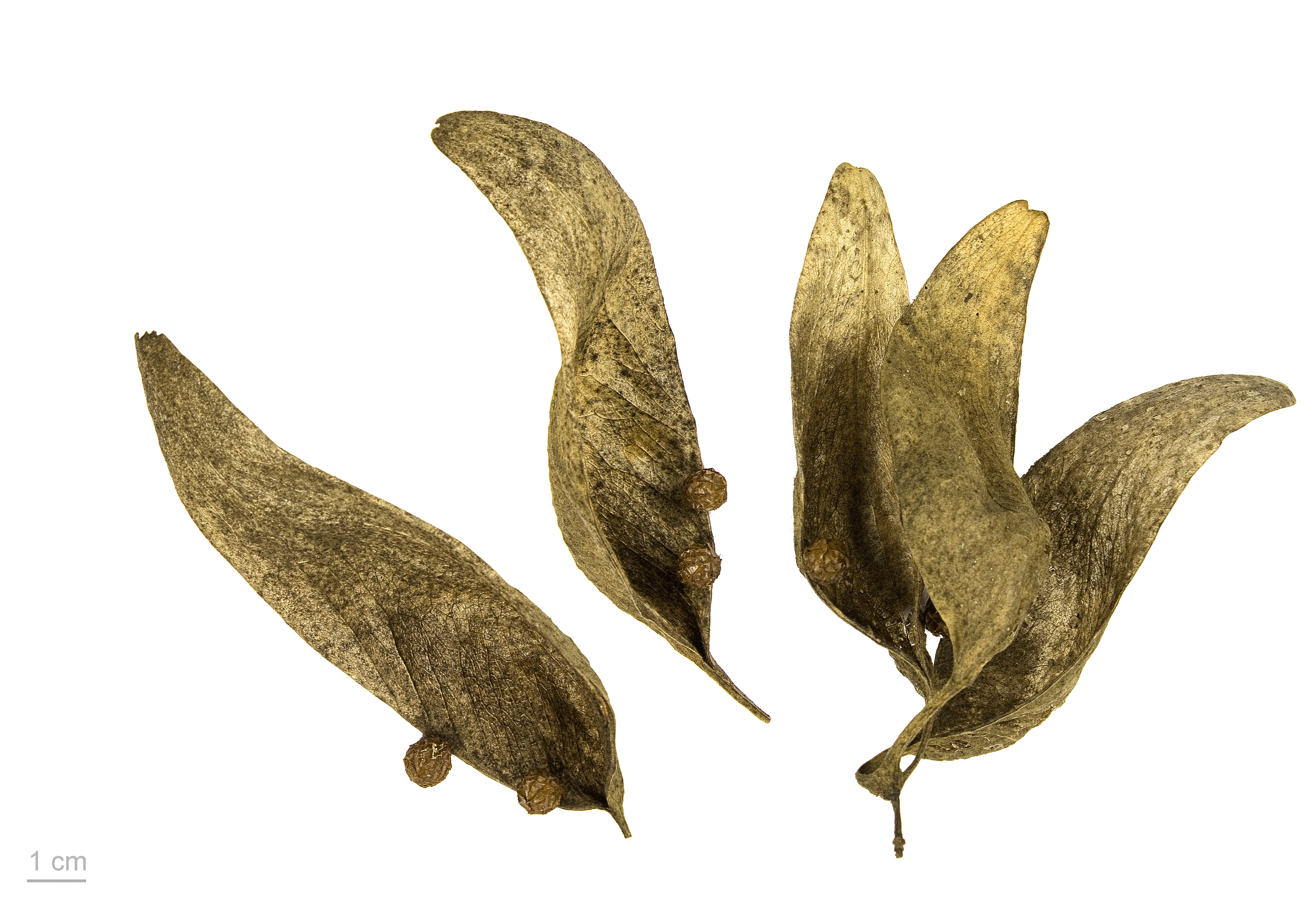
Firmiana simplex - Muséum de Toulouse

## Culture
Rustique jusqu'à -10 °C, il préfère les expositions chaudes à l'abri du vent et un sol riche et humide. Les jeunes plants sont plus sensibles au froid.
Multiplication par semis de graines fraîches.
L'espèce est devenue invasive dans les zones chaudes d'Amérique du Nord.

## Utilisation
On le cultive pour l'ornement dans les régions tempérées d'Amérique du Nord, et en Espagne (Barcelone).
Les qualités acoustiques exceptionnelles de son bois dur mais léger le font utiliser dans la caisse de résonance de plusieurs instruments de musique chinois, comme le guqin et le guzheng.
En France, on peut voir cet arbre au Parc de la Tête d'Or (Lyon), jardin des plantes de Paris, à l'école du Breuil, au parc Montsouris, au Parc Floral de Paris, Jardin des Serres d'Auteuil, Jardin de Bagatelle, parc Sainte Perrine, au jardin public de Bordeaux et au parc bordelais, et de très beaux exemplaires ayant produit des fruits cette année, sont visibles au Jardin Botanique de Bordeaux Bastide.

## Liste des variétés
Selon Tropicos (30 août 2014) :
- variété Firmiana simplex var. glabra Hatus.

### Bases taxinomiques
- (en) JSTOR Plants : Firmiana simplex  (consulté le 30 août 2014)
- (en) Catalogue of Life : Firmiana simplex (L.) W. Wight (consulté le 21 décembre 2020)
- (en) Flora of China : Firmiana simplex  (consulté le 30 août 2014)
- (en) Flora of Pakistan : Firmiana simplex  (consulté le 30 août 2014)
- (en) GRIN : espèce Firmiana simplex  (L.) W. Wight (consulté le 30 août 2014)
- (fr) INPN : Firmiana simplex  (L.) W.Wight, 1909 (TAXREF)  (consulté le 30 août 2014)
- (fr + en) ITIS : Firmiana simplex  (L.) W. Wight (consulté le 30 août 2014)
- (en) NCBI : Firmiana platanifolia (taxons inclus) (consulté le 30 août 2014)
- (en) The Plant List : Firmiana simplex (L.) W.Wight  (source : KewGarden WCSP) (consulté le 30 août 2014)
- (en) Tropicos : Firmiana simplex (L.) W. Wight  (+ liste sous-taxons) (consulté le 30 août 2014)